# Matthias Kühne
Matthias Kühne (* 27. September 1987 in Wurzen) ist ein deutscher Fußballspieler.

## Karriere
Der östlich von Leipzig in Wurzen geborene Matthias Kühne spielte in der Jugend bei verschiedenen Leipziger Vereinen Fußball. Er begann bei der LSV Südwest und beim FC Blau-Weiß, bevor er zum VfB Leipzig wechselte, der ab 2004 zum 1. FC Lokomotive Leipzig wurde. In der A-Jugend ging er schließlich zum FC Sachsen Leipzig.
In der Saison 2006/07 versuchte der Verein mit Eduard Geyer als Trainer und mehreren namhaften Spielern den Aufstieg aus der Oberliga zu erzwingen. Trotzdem fand auch Kühne in seinem ersten Jahr im Seniorenbereich seinen Platz im Team und kam zu 15 Einsätzen, davon 13 über die volle Spielzeit. Aus dem Aufstieg wurde nichts und so bestritt der Innenverteidiger sein zweites Jahr in der Oberliga als Stammspieler. Durch die Einführung der 3. Liga kam es zu Umstrukturierungen auch auf der vierthöchsten Ebene und Sachsen Leipzig konnte sich für die neue Regionalliga Nord qualifizieren.
Im Jahr darauf verließ Kühne seine Heimat und ging zur Saison 2008/09 zur ebenfalls viertklassigen SV Elversberg. Dort etablierte er sich ebenfalls fest als Stammspieler. Drei Jahre spielte die Mannschaft im Mittelfeld der Liga. Höhepunkt seiner Zeit im Saarland war der Sieg im Elfmeterschießen gegen den Bundesligisten Hannover 96 in der ersten DFB-Pokalrunde 2010.
Im Sommer 2011 erhielt Matthias Kühne dann ein Angebot des Drittligisten SV Babelsberg 03. Er wechselte zu dem Potsdamer Verein und bestritt am 2. August 2011 sein erstes Spiel im deutschen Profifußball.
Im Juli 2013 wechselte er nach dem Abstieg von Babelsberg zum Drittligisten MSV Duisburg. Bei diesem wurde er zunächst regelmäßig aufgeboten, ehe er in der Spielzeit 2014/15 nur eine Reservistenrolle innehatte. An deren Ende schaffte er mit seinem Team den Aufstieg in die zweithöchste Spielklasse.
Zur Saison 2016/17 schloss sich Kühne dem Regionalligisten FC Carl Zeiss Jena an und unterschrieb einen Zweijahresvertrag bis 2018. Am Saisonende gelang als Staffelmeister durch einen Erfolg in den Aufstiegs-Play-offs über Viktoria Köln der Aufstieg in die 3. Liga. Sein Vertrag gilt nach zweimaliger Verlängerung bis Juni 2020. Derweil fungiert Matthias Kühne als Co-Trainer der U21-Mannschaft in der Oberliga.
Infolge Verletzungen und Trainingsrückstand bestritt Kühne in der Saison 2019/20 nur ein Spiel für Jena, wo er kurz vor Ende eingewechselt wurde. Nach der Saison lehnte Kühne ein Angebot auf Vertragsverlängerung ab und verließ den Verein. Im Januar 2021 wechselte er in die Oberliga NOFV-Süd und schloss sich dem FC Einheit Rudolstadt an, bei dem er sich seit November 2020 fitgehalten hatte.

## Erfolge
- Qualifikation für die Regionalliga Nord 2008 mit Sachsen Leipzig
- Aufstieg in die 2. Bundesliga 2015 mit dem MSV Duisburg
- Meister der Regionalliga Nordost mit Carl Zeiss Jena 2016/17
- Aufstieg in die 3. Liga mit Carl Zeiss Jena 2016/17 nach gewonnener Relegation
- Thüringenpokalsieger mit Carl Zeiss Jena 2017/18